# ГИС ден
„ГИС ден“ e международно събитие, създадено и насърчавано от технологичната компания „Esri“, който дава възможност на потребителите и търговците на географски информационни системи (ГИС) да покажат реалните приложения на ГИС пред широката общественост, училища и компании.
Първият ГИС ден е проведен през 1999 г. по време на Световната географска седмица. От тогава всяка година в третата сряда на ноември се провеждат над 700 събития в повече от 74 страни по света.

## ГИС ден в България
По традиция светоният ГИС ден се отбелязва и в България. През 2015 годин близо 500 представители на над 120 организации от централната и местната власт, бизнеса, неправителствените организации и академичната общност в страната вземат участие в най-големия ГИС форум в страната. По време на събитието водещи експерти от образователния и бизнес сектор споделят тенденции в развитието на ГИС технологиите, световни добри практики и успешни ГИС проекти в различни сфери.
Събитието е съпътствано от връчването на годишните награди за специални постижения в областта на Географските информационни системи. Награждават се българските личности и организации, които през изминалата година са реализирали стратегически постижения в областта на ГИС технологиите.